# Hersz Strasfogel
Hersz "Hermann" Strasfogel (1895-1944) est un Français d'origine polonaise victime de la Shoah. Déporté à Auschwitz-Birkenau en 1943 il fut contraint de travailler comme Sonderkommando. Peu avant sa propre exécution, il parvint à rédiger et dissimuler une lettre à destination de sa famille. Ce document est à ce jour le seul texte d'un déporté écrit en français retrouvé à Auschwitz. Sa paternité n'a pu être définitivement établie qu'à la fin des années 2010.

## Une vie entre Pologne et France
Né le 16 décembre 1895 à Varsovie dans une famille juive, Hersz Strasfogel fait ses études en Pologne et y commence sa vie d'adulte. Il épouse Chiona Winicka en 1920.  Le couple donne naissance à une fille, Sima, en 1927 dans l'actuelle Vilnius. En 1930, les Strasfogel émigrent de manière définitive en France, s'installant dans le 11ème arrondissement de Paris. Hersz Strasfogel dispose d'un atelier où il exerce comme tailleur. Une fois naturalisé, il se fait appeler Hermann, une version francisée de Hersz. Son attachement à la France ressort de sa lettre manuscrite. La rédaction en français de cette dernière, dans ce qui n'était ni la langue maternelle ni la langue de formation de l'auteur, en apporte la confirmation.  

## Dans l'enfer d'une usine de la mort
Arrêté seul au début de l'année 1943, Hersz Strasfogel est interné à Drancy puis déporté à Auschwitz-Birkenau en mars 1943 par le convoi 49. Comme une centaine d'hommes de son convoi, il est directement affecté au Sonderkommando. C'est sous l'appellation de  Sonderkommando, ou "Commando spécial" que les nazis désignaient les hommes juifs sélectionnés pour effectuer un travail abominable et servile au cœur du processus d'extermination. Ceux-ci étaient en effet contraints d'accompagner les déportés envoyés aux chambres à gaz. Une fois le gazage terminé, les équipes du Sonderkommando devaient extraire les corps entassés et nettoyer les espaces de mise à mort. Charge à eux également de dépouiller les cadavres de leurs cheveux et dents en or avant de les acheminer vers les fours crématoires, les y brûler, puis disperser les cendres. Dans sa quarante-huitième année au moment de son arrivée au camp, Hersz Strasfogel fait partie des déportés les plus âgés versés dans ce groupe à part, composé majoritairement d'hommes jeunes. 
Durant toute sa vie en déportation, Hersz Strasfogel est affecté au Crématorium III (KIIII), dans le centre de mise à mort du complexe d'Auschwitz, édifié à l'extrémité ouest du camp de Birkenau.  Il loge alors avec ses camarades d'infortune dans les combles du KIII, coupé du reste du camp. Les Sonderkommandos (ou SK) sont soumis à un travail quotidien harassant, douze heures durant, avec une équipe de nuit et une équipe de jour. Parce qu'ils sont indispensables au processus d'extermination, les SK reçoivent une ration alimentaire moins famélique que celle des déportés ordinaires et sont globalement mieux traités au quotidien. Ils n'en sont pas moins considérés comme des "stücke", des "pièces", dans le jargon des SS. Leur condition de juifs et la connaissance qu'ils ont du fonctionnement de la Solution finale les vouent à l'extermination. Régulièrement, des sélections ont lieu parmi les unités asservies dans les crématoires. Une partie des détenus est alors exécutée et d'autres déportés prennent leur place, en fonction des besoins en main-d’œuvre. Avec la mort de leur peuple comme quotidien et leur propre mort comme unique horizon, les membres du Sonderkommando doivent également composer avec les jugements sévères d'une partie des déportés jugés aptes au travail. Strasfogel se fait l'écho de cette réputation du groupe et défend son honneur : "si vous vivez" écrit-il à sa femme et sa fille, "vous lirez pas mal des œuvres écrites à propos de ce "Sonder-Kommando" mais je vous prie de ne jamais mal me juger si, parmi les nôtres, il y avait de bons et de mauvais, je [n']étais certainement pas parmi les derniers" 

## Vingt mois au Sonderkommando
Le parcours de Hersz/Hermann Strasfogel en déportation nous est en partie connu grâce aux informations livrées dans sa lettre ainsi que par des témoignages de rescapés l'ayant côtoyé. A la date de rédaction de son manuscrit, le 6 novembre 1944, l'auteur est parvenu à survivre vingt mois dans sa fonction de Sonderkommando. Sur la centaine d'hommes de son convoi versée dans cette unité, il affirme être l'un des deux seuls (l'autre étant David Olère) à être toujours en vie à ce moment-là. Dans la première partie de son message, c'est au "hasard" qu'il attribue le fait d'avoir été épargné. La suite de son récit montre toutefois qu'Hersz Strasfogel a pu bénéficier d'une relative mansuétude de la part de ses bourreaux après plusieurs mois en déportation. Avoir appris à son "chef"  à jouer à la belote, lui a permis d'être "dispensé de travaux durs et pénibles" à partir de septembre 1943. Il cesse alors de dépérir physiquement et, comme dans le cas de David Olère, échappe probablement à plusieurs sélections de par cette protection relative. Au reste, selon l'historien Andreas Kilian, l'écriture même du manuscrit ne peut s'expliquer que parce que l'auteur n'est pas constamment contraint aux besognes éreintantes de ses collègues d'infortune.
Au sein des hommes détenus au Crématorium III, Hersz Strasfogel fait donc partie des anciens, du fait de son âge autant que par sa longévité en déportation. La connaissance de nombreuses langues (polonais, yiddish, français, allemand, russe), lui permet de comprendre sans difficulté les ordres des SS ou des kapos et de communiquer avec ses camarades, bien souvent déroutés par les langues les plus courantes dans le camp qu'ils ne maîtrisent pas. Strasfogel semble avoir eu une certaine ascendance au sein du groupe. Léon Cohen rapporte le fait qu'au cours de la révolte du Sonderkommando, le 7 octobre 1944, il est, avec David Olère, de ceux ayant appelé les hommes du KIII à ne pas se lancer dans une opération "futile" et vouée à l'échec, car initiée de manière précipitée et désordonnée. De fait, les déportés du KIII n'ont pu s'engager dans l'action et nombre des rescapés du Sonderkommando en sont issus. Le manuscrit de Strasfogel, rédigé un mois plus tard, suggère que l'auteur, qui évoque la possibilité de s'en aller "héroïquement", est toutefois actif dans les réseaux de résistance et que l'écrasement de la révolte n'a pas anéanti la combativité d'une partie des déportés.
Des propos de l'auteur de la lettre d'adieu, autant que de ceux des survivants du Sonderkommando, se dégage un sentiment puissant de fraternité au sein de l'unité. Cela semble particulièrement avoir été le cas entre les membres francophones du SK. Léon Cohen décrit Strasfogel comme son ami et ira rendre visite à sa famille après-guerre, conformément à la promesse formulée en déportation en cas de survie de l'un d'eux. Marcel Nadjari évoque lui aussi une amitié forte, impliquant surnom, entre eux. Hersz Strasfogel, de son côté, enjoint  dans son courrier à sa femme de se rapprocher de la famille rescapée d'un de ses camarades d'infortune déjà éliminé, David Lahana, qu'il qualifie "d'ange".

## Victime de la dernière sélection
Lorsqu'il rédige sa lettre, Hesz/Hermann Strasfogel, évoque son exécution imminente. Après la mise à mort de plus de 350 000 juifs de Hongrie entre le printemps et l'été 1944, qui marque le point culminant du fonctionnement du centre d'extermination et la montée en effectif maximale du Sonderkommando (alors composé de 900 hommes), le rythme du génocide a considérablement ralenti. En conséquence, les esclaves des chambres à gaz commencent à être éliminés en grand nombre. Leur révolte réprimée au mois d'octobre accélère le processus. Strasfogel se fait l'écho de cette angoisse d'une mise à mort imminente des ultimes témoins oculaires du génocide  : « Je me trouve actuellement dans la dernière équipe de 204 personnes, on liquide actuellement le crematorium II où je suis avec intensité, et on parle de notre propre liquidation dans le courant de cette semaine ». A la fin du mois de novembre 1944, Himmler ordonne la destruction des chambres à gaz. Le 26 novembre a lieu la dernière sélection. Les survivants du Sonderkommando sont regroupés. Trente déportés sont affectés à l'ultime chambre à gaz maintenue active, pour éliminer les déportés les plus faibles. Soixante-dix forment une unité destinée à démonter les infrastructures du génocide. Les autres, dont Hersz Strasfogel fait certainement partie, et avec lui la plupart des plus anciens de l'unité, sont tués par balle à Birkenau dans une fosse d'incinération. La majorité des Sonderkommandos qui n'a pas été exécutée ce jour-là est parvenue à profiter du chaos des derniers jours de fonctionnement du camp pour se mêler aux déportés "classiques" lors des marches de la mort. Un grand nombre d'entre eux a finalement survécu.

## La lettre d'adieu: son itinéraire et son attribution définitive
En tant que porteurs d'un secret sensible entre tous pour les nazis, les Sonderkommandos devaient disparaître sans laisser de traces. Certains sont tout de même parvenus à témoigner de l'horreur du génocide par des manuscrits enterrés et quelques photos. Les huit documents textuels retrouvés à ce jour, l'ont tous été dans la zone du Crématorium III : l'arrière-cour du bâtiment, plantée d'arbres, offrant un espace discret, propice à la dissimulation de manuscrits.
La lettre signée Hermann est le tout premier document de ce type découvert, en février 1945, deux semaines à peine après la libération du camp. C'est un bénévole de la Croix-Rouge polonaise qui la retrouve à l'intérieur d'une bouteille en verre d'un demi-litre au niveau d'un tas de cendres humaines. La zone ayant auparavant fait l'objet de fouilles sauvages de soldats soviétiques et d'habitants de la région, il est plausible que l'objet ait été déplacé de sa cachette initiale et jeté là.
C'est sous la seule identité "Hermann" que l'auteur du document se dévoile. Hersz Strasfogel se faisait appeler ainsi, mais n'a jamais été enregistré sous ce prénom en déportation. La fille de l'auteur, née Sima, est également nommée sous une forme francisée de son prénom, Simone. Le nom de famille Strasfogel n'apparaît pas et l'adresse de remise du message correspond à celle d'un protecteur de la famille et pas au domicile des époux Strasfogel. Ces mesures de prudence, probablement destinées à protéger les siens au cas où le manuscrit parviendrait entre de mauvaises mains, ont retardé la remise du courrier à son destinataire de quatre années, tout en induisant les historiens en erreur. À la fin des années 1960, le document n'est accessible aux chercheurs que sous la forme d'une copie de la lettre. Deux historiens polonais du musée d'Auschwitz en attribuent alors la paternité à Chaim Herman, lui aussi mort à Auschwitz, sur la base de la concordance du nom et de la déportation de cet homme par le convoi 49 mentionné dans le document. Aucune source historique ne permet toutefois d'attester que Chaim Herman a bien intégré le Sonderkommando et il est certain qu'il n'avait ni femme ni enfant.
L'élucidation de l'identité de l'auteur est récente. En 2002, en vue de l'inclusion de son défunt père sur le mur des noms des victimes françaises du génocide, Simone Strasfogel, dépose une demande au Mémorial de la Shoah en joignant une copie de la lettre écrite par son père, Hersz/Hermann. Il faut toutefois attendre 2018 pour que Karen Taïeb, responsable des archives du Mémorial, effectue le recoupement entre la lettre dite de Chaïm Herman, bien connue d'elle, et la pièce jointe au dossier Strasfogel dont le contenu est identique. Une prise de contact avec la famille permet de remonter jusqu'à l'original du document. L'identification définitive de l'auteur, Hersz/ Hermann Strasfogel, formellement établie, la "découverte" est rendue publique au début de l'année 2019,.

## Composition et portée historique du manuscrit
Bien que débutant par un saisissant "prière d'un mourant", la lettre n'est pas construite comme un récit au cœur des ténèbres à l'attention du monde. Après un rapide message en plusieurs langues à destination du découvreur du courrier, "Hermann" adresse en chef de famille ses ultimes recommandations aux siens, leur témoigne de son affection et leur livre quelques informations sur sa déportation. Le tout en suggérant plus qu'en ne détaillant l'horreur de son quotidien. "C'est l'enfer, mais l'enfer de Dante est immensément ridicule envers le vrai d'ici" livre-t-il. Le texte, composé sur huit feuillets, est manifestement rédigé dans l'urgence, dans un français imparfait. Il s'agit donc bien d'un écrit de l'intime, un véritable testament sans prétentions littéraires évidentes. Pour cette raison peut-être, le document n'a pas été inclus dans la première publication des manuscrits des Sonderkommandos et a longtemps fait l'objet d'une attention moindre des historiens.  
En tant que document composé et dissimulé au péril de la vie de son auteur, la lettre d'adieu d'Hersz Strasfogel présente une attestation parmi de nombreuses de l'entreprise de résistance au sein du Sonderkommando. Le contenu du message (chronologiquement le dernier rédigé par un membre de l'unité), permet également de comprendre l'état d'esprit de ces hommes voués à la mort dans les dernières semaines de fonctionnement du camp. "Hermann" se montre sans illusion sur son sort, sans que cela le conduise à une forme d'abattement. Malgré la destruction d'une large part des Juifs d'Europe sous ses yeux, il se réjouit de l'inéluctable défaite des nazis et projette un futur pour sa famille en France. Les mots de l'auteur se font également précis concernant le destin de son convoi et le sort des proches et connaissances de la famille Strasfogel. Le document atteste aussi d'un échange de courriers antérieur entre l'auteur et sa famille. Le fait est attesté au camp d'Auschwitz en 1943 (les cartes ne révélaient rien de l'horreur du camp et nourrissaient l’œuvre de désinformation des nazis). Pour les prisonniers du Sonderkommando, il s'agit en revanche de la seule preuve indubitable d'un lien épistolaire établi entre un déporté actif au sein du centre d'extermination et sa famille.